# ヴァル・カモニカ
ヴァル・カモニカ（イタリア語: Val Camonica）は、イタリア共和国ロンバルディア州にある谷。オーリオ川がイゼーオ湖より上流において形作る谷筋である。
アダメッロ氷河やイゼーオ湖を含むヴァル・カモニカ一帯は2018年にユネスコの生物圏保護区に指定された。世界遺産のヴァルカモニカの岩絵群がある。

## 名称
ヴァル (Val-) は、イタリア語で「谷」を意味する接頭語。単語を分けずにヴァルカモニカ （Valcamonica）とも表記される。日本語文献ではカモニカ渓谷などとも記される。

## 地域
以下のコムーネが含まれる。大部分はブレシア県に属するが、下流部右岸の3コムーネ（ローニョ、コスタ・ヴォルピーノ、ローヴェレ）はベルガモ県に属する。
- アンゴロ・テルメ、アルトーニェ、ベルツォ・デーモ、ベルツォ・インフェリオーレ、ビエンノ、ボルノ、ブラオーネ、ブレーノ、カーポ・ディ・ポンテ、 チェデーゴロ、チェルヴェーノ、チェート、チェーヴォ、チンベルゴ、チヴィダーテ・カムーノ、コルテノ・ゴルジ、コスタ・ヴォルピーノ、ダルフォ・ボアーリオ・テルメ、エードロ、エージネ、ジャーニコ、インクーディネ、ロージネ、ローヴェレ、ローツィオ、マレーニョ、マロンノ、モンノ、ニアルド、オーノ・サン・ピエトロ、オッシモ、パイスコ・ロヴェーノ、パスパルド、ピアン・カムーノ、 ピアンコーニョ、ピゾーニェ、ポンテ・ディ・レーニョ、プレスティーネ、ローニョ、サヴィオーレ・デッラダメッロ、セッレロ、ソーニコ、テム、ヴェッツァ・ドーリオ、ヴィオーネ